# Sam Lâm

Vị trí tại Cao Hùng

Sam Lâm (tiếng Trung: 杉林區; bính âm: Shānlín Qū) là một khu (quận) của thành phố Cao Hùng, Trung Hoa Dân Quốc (Đài Loan). Đây là một quận nông thôn miền núi và tập trung nhiều người Khách Gia sinh sống. Diện tích của quận là 104,0036 km², dân số vào tháng 8 năm 2011 là 11.919 người thuộc 4.458 hộ gia đình, mật độ cư trú đạt 114,6 người/km².